# فستق
فُسْتُق أو فُسْتُق حلبي هو نوع نباتي يتبع جنس البطم وينتمي إلى الفصيلة البطمية (باللاتينية: Anacardiaceae)، موطنه الأصلي آسيا الوسطى وبلاد الشام.

## في المعاجم العربية
جاء في القاموس المحيط:
وفي لسان العرب:
هذا مع الإشارة إلى أن الفستق هو ثمر الشجرة التي هي نوع من أنواع البطم كالبطم الأطلسي الذي ينتشر طبيعياً ببلاد الشام والمغرب.[بحاجة لمصدر]
وقد ورد أن لفظ الفستق من أصل أرامي «فِستقا» لأن منشأ هذه الشجرة الشام أي سوريا فنُقل إلى اليونانية ومنه إلى سائر اللغات.

## الوصف النباتي
الشجرة نفضية معمرة يبلغ ارتفاعها حوالي أربعة أمتار. النوع ثنائي المسكن، أي أن أشجاره تكون ذات جنس واحد، إما ذكر أو أنثى، ولذا يتطلب الإثمار وجود الجنسين في نفس الحقل على مسافات متقاربة لحدوث التأبير.

## الإنتاج
| البلد            | الإنتاج (الكمية بالطن) |
| إيران            | 415,531                |
| الولايات المتحدة | 233,146                |
| تركيا            | 80,000                 |
| الصين            | 76,943                 |
| سورية            | 55,600 (عام 2018)      |
| الناتج العالمي   | 857,878                |
|                  |                        |

تسيطر إيران والولايات المتحدة على تجارة الفستق العالمية، حيث يسيطران على ما بين 70 و80 في المئة من الإنتاج السنوي في العشر سنوات الماضية.